# Etericius
Etericius  es un género de plantas con flores perteneciente a la familia de las rubiáceas. Incluye una sola especie: Eteriscius parasiticus Desv.